# Thapsyrus martellii
Thapsyrus martellii là một loài bọ cánh cứng trong họ Cerambycidae.